# Steve Gilbert
Stephen David John Gilbert (né le 6 novembre 1976) est un homme politique libéral démocrate britannique. Il est élu aux élections générales de 2010 député de la nouvelle circonscription de St Austell et Newquay, et perd son siège aux élections générales de 2015 au profit du candidat conservateur Steve Double. Il enseigne maintenant la politique à la Highgate School, après avoir enseigné l'histoire et la politique à la King's School de Worcester.

## Jeunesse
Gilbert est né à Truro, Cornouailles et fait ses études dans les écoles de Lostwithiel, Fowey et St Austell. Il étudie ensuite la politique internationale à l'Université du Pays de Galles à Aberystwyth et obtient une maîtrise, également en politique internationale, à la London School of Economics.
Il est un ancien conseiller de l'arrondissement de Restormel, dont la zone chevauche la circonscription, et un ancien conseiller de l'arrondissement de Haringey. Il travaille brièvement dans le bureau de Westminster du député libéral démocrate de l'époque, Lembit Öpik, et il travaille aussi comme consultant en affaires publiques pour une société de services financiers à Londres.
Gilbert est l'un des 24 députés ouvertement homosexuels à la Chambre des communes au cours du mandat 2010-2015.

## Carrière parlementaire
Il est élu pour la première fois au Parlement en 2010 en tant que député de la nouvelle circonscription de St Austell et Newquay avec une majorité de 1 312 voix.
Dès son élection, il est nommé au Comité restreint des communautés et des collectivités locales. Il est également whip junior du gouvernement et président du groupe parlementaire multipartite sur le logement.
En septembre 2012, il est nommé secrétaire privé parlementaire du secrétaire d'État à l'énergie et au changement climatique, Ed Davey.